# ایرول اسپنس جونیور
ایرول اسپنس جونیور (انگلیسی: Errol Spence Jr.؛ زادهٔ ۳ مارس ۱۹۹۰) بوکسور اهل ایالات متحده آمریکا است.